# まさひろ (ニワトリ)
まさひろは、大阪市天王寺動物園で飼育されていたニワトリである。
食用（生き餌）として搬入されたにもかかわらず様々な経緯で生き延びたことから「奇跡のニワトリ」「幸運のニワトリ」などとも呼ばれ人気となっている。
当記事では、弟分とされる「よしと」についても記述する。

## 来歴
まさひろは、生き餌用の雛として2015年7月21日、同園に搬入された。
当初はアライグマ用の生き餌として提供される予定だったが、搬入直後にマガモのひなが孵化した際に「マガモの雛は飼育時エサを食べようとしないが、ニワトリの雛と同室させると見まねでエサを食べる」という動物的特性からニワトリの雛が必要となり、まさひろが選ばれ一時的に難を逃れた。その後も通常であれば雛の成長とともに適した生物の餌として供されるが偶然が重なり生き延びた。
餌として搬入されたにもかかわらず生き延びたことで "奇跡のニワトリ" などと呼ばれ人気となったことから飼育されることが決まり、このさい担当の飼育員である長谷川真登（まさと）と河合芳寛（よしひろ）の2名の名前から2文字ずつ取り命名された。
2016年現在、弟分「よしと」が産まれ飼育されている事が同園スタッフブログに掲載されている。同園の「鳥の楽園」で飼育され、「園内を散歩するのが日課」と報じられている。この個体もまさひろと同様に、上記飼育員の名前からの命名である。
2015年12月24日、テレビ大阪の報道番組「ニュースリアル」内『天王寺動物で復活! 昭和の動物がスターに』で取りあげられた。また、この放送に際し同日の日本経済新聞に掲載された同番組の全面広告において、まさひろの写真が紙面に掲載された。
2016年9月19日、大阪府警察の一日高速隊長を歴任した際は「ニワトリとしては異例」と報道されるなど、活動は園外にもおよんでいる。
2016年と2017年の年末、まさひろとよしとの2羽で大阪市浪速区の通天閣で行われた干支の引き続き式に出席している。
2021年6月19日、まさひろが天王寺動物園内の動物病院にて容体が急変し、死亡が確認される。
呼称について、同園（スタッフブログ等）では「まさひろ」と表記されているが、媒体によって片仮名表記などの表記ゆれが見受けられる。
2024年2月25日、弟分「よしと」が8歳で死亡したことが飼育員ブログにて公表された。